# ESPNews
ESPNews (pronunciado "ESPN News", estilizado como ESPNEWS) es un canal de televisión por suscripción estadounidense propiedad de ESPN Inc., una empresa conjunta entre la división Disney Media Networks de The Walt Disney Company (que posee una participación controladora del 80%) y Hearst Communications (que posee el resto 20%).
Conocido como "ESPN3" en sus etapas de planificación y propuesto ya en 1993, el canal se lanzó el 1 de noviembre de 1996 y originalmente presentaba un formato de noticias continuo con cobertura de 24 horas de noticias deportivas y destacados. Desde 2010, la red se ha alejado en gran medida de este formato y ahora transmite principalmente transmisiones simultáneas de programas de ESPN Radio, las codificaciones de la programación de programas de estudio de día de semana de ESPN y programación de eventos de desbordamiento en caso de conflictos con las otras cadenas de ESPN.
A septiembre de 2021, ESPNews está disponible para aproximadamente 59 millones de hogares con televisión de paga en los Estados Unidos.

## Historia
ESPNews normalmente se ofrece en los niveles digitales de los proveedores de cable de EE. UU. y se transmite como canal premium en algunas áreas; Los proveedores de satélite lo ofrecen en su paquete estándar. Algunas redes deportivas regionales que no están asociadas con Fox Sports Networks habían transmitido previamente ESPNews durante la noche o la mañana para brindar una transmisión deportiva pseudonacional a sus espectadores y para llenar el tiempo que de otro modo ocuparía la programación paga u otros programas de menor costo. programas de perfil, aunque a medida que se produjo la integración vertical con las redes deportivas ahora propiedad de Comcast (con NBC Sports) y Charter Communications, la programación de ESPNews se eliminó de estas redes; sin embargo, su programación todavía se transmite durante la noche en MASN2. Si una transmisión nacional de ESPN se bloquea en un mercado en particular, la transmisión de ESPN generalmente será reemplazada por ESPNews.
Anteriormente, la cadena se transmitía simultáneamente en ESPN durante la cobertura de las principales noticias deportivas de última hora antes de que la cadena expandiera SportsCenter a espacios diurnos adicionales en 2008; Además, el noticiero matutino de ABC, America This Morning, anteriormente presentó un resumen del segmento destacado con titulares de noticias deportivas y aspectos destacados de los eventos deportivos de la noche anterior presentados por un presentador nocturno de ESPNews.
Anteriormente, el ticker BottomLine del canal era más profundo que las versiones utilizadas por los otros canales de ESPN. Contenía no sólo resultados, sino también estadísticas y breves alertas informativas sobre los titulares deportivos del día. Sin embargo, en junio de 2010, la cadena lo cambió por el estándar BottomLine y presentación en pantalla utilizada por todas las demás redes de ESPN en preparación para el lanzamiento de las transmisiones de SportsCenter.
El 11 de noviembre de 2006, el canal cumplió 10 años; La programación que conmemora la ocasión incluyó un montaje de lo más destacado que cubre los últimos 10 años en el deporte. La cadena comenzó a transmitir SportsCenter en las noches en que las transmisiones de eventos deportivos en ESPN y ESPN2, como fútbol americano universitario o juegos de las Grandes Ligas de Béisbol, estaban programadas para invadir los horarios regulares del programa en ESPN y los propios programas de análisis deportivo de ESPN2, que hasta 2010 serían los sólo incidencias en las que SportsCenter se trasladaría a ESPNews.
XM Satellite Radio y Sirius Satellite Radio ofrecen canales con transmisiones simultáneas del audio de ESPNEWS, y los anuncios televisivos de la cadena se reemplazan con anuncios de radio de cada servicio. El 4 de febrero de 2008, XM cambió el nombre de su canal a "ESPN Xtra", y agregó programas de radio de afiliados locales de ESPN Radio, así como la transmisión simultánea de audio de ESPNEWS.
En agosto de 2010, las transmisiones de SportsCenter en ESPNews aumentaron en frecuencia, y ahora se transmiten cada vez que ESPN o ESPN2 no pueden transmitir el programa debido a conflictos de programación, junto con una expansión vespertina de SportsCenter al horario vespertino del canal en lugar de continuar con la cobertura de la marca ESPNews. mientras que ESPN y ESPN2 transmiten programación de debates y charlas deportivas. The Beat (un programa que muestra cultura pop y acción deportiva al son de un ritmo) se mostró mientras SportsCenter se transmitía por ESPN a las 6:00 p. m. Hora del este hasta su cancelación en julio de 2011 siendo reemplazando por una retransmisión del programa de entrevistas deportivas de ESPN2 SportsNation. A principios de 2013, los únicos otros programas presentados en ESPNews eran Highlight Express (un programa de media hora que muestra los aspectos más destacados de los deportes del día anterior, que se desarrolla de 10:00 p. m. a 3:00 p. m., hora del este, por la tarde) y el programa nocturno de fútbol ESPNFC Press Pass. La cadena también transmite programación bajo el lema College Football Live los sábados por la tarde durante la temporada de fútbol universitario, un programa similar a ESPN Goal Line, que ofrece vistas en vivo de varios juegos de fútbol universitario que se desarrollan simultáneamente.
El 13 de junio de 2013, Highlight Express fue cancelado debido a los bajos índices de audiencia y la reducción de personal en toda la empresa, dejando el ESPNFC Press Pass nocturno, producido principalmente para ESPN International, como el único programa de la cadena que se transmitió exclusivamente (dentro de los EE. UU.) en ESPNews; ese programa fue eliminado de la programación en agosto de 2013, luego de que fuera reemplazado por un nuevo programa de ESPN2 titulado simplemente ESPN FC. Las transmisiones adicionales de SportsCenter y otras transmisiones el mismo día de la programación de debates deportivos de ESPN o la revista de noticias E:60 ahora llenan la programación de la cadena, junto con bises como Friday Night Fights, así como programación afectada por adelantamientos y excesos inducidos por los deportes como Olbermann durante el US Open.
Los aspectos más destacados y el paquete de segmentos de America This Morning quedaron bajo la responsabilidad del equipo nocturno SportsCenter de Los Ángeles a partir de ese día.
El 29 de noviembre de 2017, como parte de un anuncio esperado del despido de 150 empleados detrás de escena de la cadena, ESPN anunció que las ediciones de SportsCenter en horario estelar transmitidas en ESPNews finalizarían después del 30 de noviembre para reducir costos (la cobertura de noticias deportivas de última hora se mantendrá cuando sea necesario). Fueron reemplazados por un bloque de repeticiones de los programas de entrevistas diurnos de ESPN y ESPN2, incluidos Around the Horn, Highly Questionable, Outside the Lines, Pardon the Interruption y SportsNation.
En marzo de 2019, ESPNews estrenó Daily Wager, un nuevo programa de estudio entre semana dedicado a las apuestas deportivas. En agosto de 2019, se anunció que Daily Wager se trasladaría a ESPN2 el 20 de agosto y que ESPNews agregaría una nueva barra L a sus gráficos en pantalla durante la programación que no fuera de eventos (así como durante Daily Wager en ESPN2). con líneas de apuestas y otras estadísticas. La característica es parte de la asociación de ESPN con la casa de apuestas de Caesars Entertainment.

## ESPNews HD
ESPNEWS opera una transmisión simultánea de alta definición, que transmite en 720p (el formato de resolución predeterminado para las propiedades televisivas de The Walt Disney Company) y se lanzó el 30 de marzo de 2008. Originalmente, el diseño y los gráficos se modificaron específicamente para verlos en televisores de pantalla ancha, ofreciendo contenido adicional que no estaba disponible en la transmisión de definición estándar del canal. Utilizó gráficos laterales en HD reelaborados, un descendiente del "Rundown" utilizado en las ediciones nocturnas de SportsCenter en ESPN, que envolvían la parte superior izquierda y la parte inferior de la imagen de pantalla ancha ofrecía la visualización de información textual, fotografías, noticias y partituras, al tiempo que ofrecía vídeos destacados en formato HD.
El formato mejorado se suspendió en junio de 2010 y el canal ahora transmite en pantalla casi completa 16:9, con gráficos regulares en gris y rojo similares a los utilizados por los otros canales de ESPN. La medida se realizó para "dar cabida al elevado número de SportsCenters que se trasladaron a la red durante el Mundial".
El 20 de mayo de 2012, ESPNEWS cambió la presentación de su transmisión de definición estándar de 4:3 a una versión buzón de pantalla ancha reducida de la transmisión HD, convirtiéndose en la última cadena de ESPN con un canal complementario HD en realizar la conversión a una presentación de pantalla ancha completa. ESPNEWS HD se agregó a Dish Network el 18 de marzo de 2014, como parte de un nuevo acuerdo de transmisión que puso fin a una disputa de cuatro años que eliminó las transmisiones simultáneas HD existentes de los canales propiedad de Disney.